# Pla Alomar

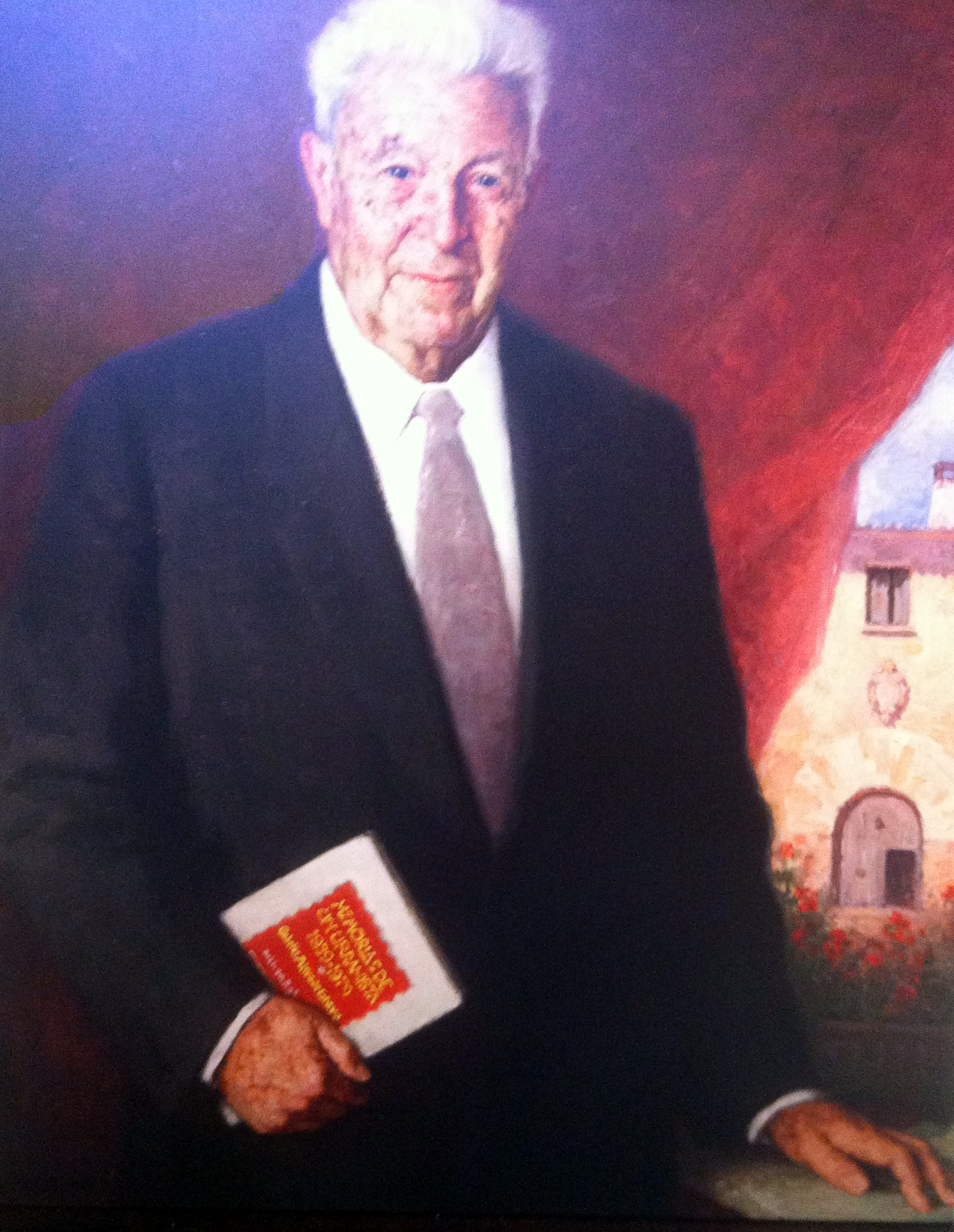
Retrat de Gabriel Alomar a l'Ajuntament de Muro, obra de Joan Miralles.

El Pla Alomar (oficialment Pla d'Ordenació Urbanística de Palma de Mallorca) fou un Pla General d'Ordenació Urbana i d'eixample per a la ciutat de Palma, capital de les Illes Balears. Fou dissenyat el 1941 per l'arquitecte i urbanista Gabriel Alomar i Esteve (1910-1997). A diferència del pla Calvet, que només preveia la construcció de l'eixample, el pla Alomar proposava la reforma del nucli antic i, a més, un pla d'eixample per a les edificacions localitzades més enllà dels límits del pla de Calvet.
El 30 de març de 1940, l'Ajuntament de Palma, a partir d'una proposta de Francisco Casas, regidor i arquitecte, convocà un concurs per a un Pla d'Urbanització per a la ciutat. Aquest projecte havia d'abastar dos punts primordials:
1. Un pla de reforma interior per tal d'adaptar el nucli antic a les necessitats de l'època, com l'augment del parc automobilístic o les necessitats higièniques i socials que plantejaven els temps a una ciutat antiga, i
2. un pla d'eixample, en el qual es regulessin les urbanitzacions més enllà dels límits de l'anterior pla, el pla Calvet, i es proposessin millores als errors d'aquest.

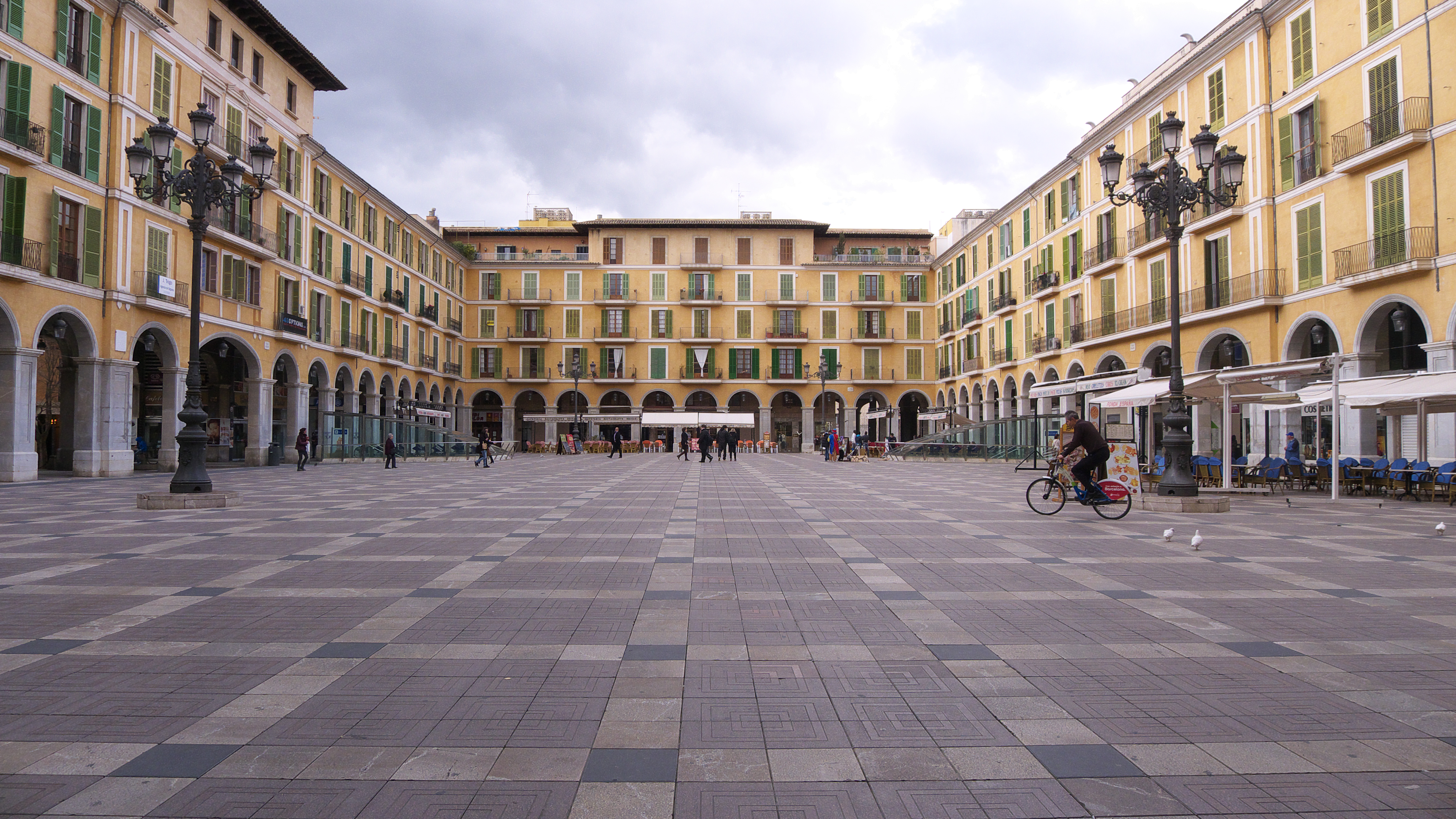
Plaça Major

El 12 de febrer de 1943 fou aprovat el projecte d'Alomar. A la pràctica, els plantejaments d'Alomar venien a demostrar una línia continuista amb l'etapa anterior. Alomar resolgué la qüestió circulatòria amb la prolongació cap a l'interior de l'esquelet radial de l'eixample. Per a la higiènica, Alomar realitzà una vegada més a les conegudes operacions de demolició i reedificació programades des la llei de 1895. Renovar era obrir nous carrers, ampliar algunes de les existents, enderrocar els barris degradats i, amb caràcter unitari, integrar l'estructura urbana de la ciutat vella amb la trama radioconcèntrica de l'Eixample de 1901 donant continuïtat a les principals vies de l'eixample amb els carrers que convergeixen a la plaça Major, considerat l'espai central de la ciutat i fins i tot de l'illa. Alomar fe també èmfasi en els aspectes estètics de la ciutat antiga, utilitzant un llenguatge arquitectònic neohistoricista grandiloqüent, característic de l'urbanisme espanyol dels anys de postguerra. En el seu projecte, l'enriquí amb amplis carrers, alguns d'ells porticats i tots edificats segons un criteri d'unitat pel que fa a les altures i estil.

## Reforma interior
El Pla de Reforma Interior d'Alomar, es basava en dotze punts clau, que afectaven a 276 676 m², dels quals alguns es van realitzar i altres no. Unes reformes que estaven dirigides per quatre tipus d'intervencions principals: circulatòria, higiènica, estètica i històric-artística. Aquests dotze punts són:

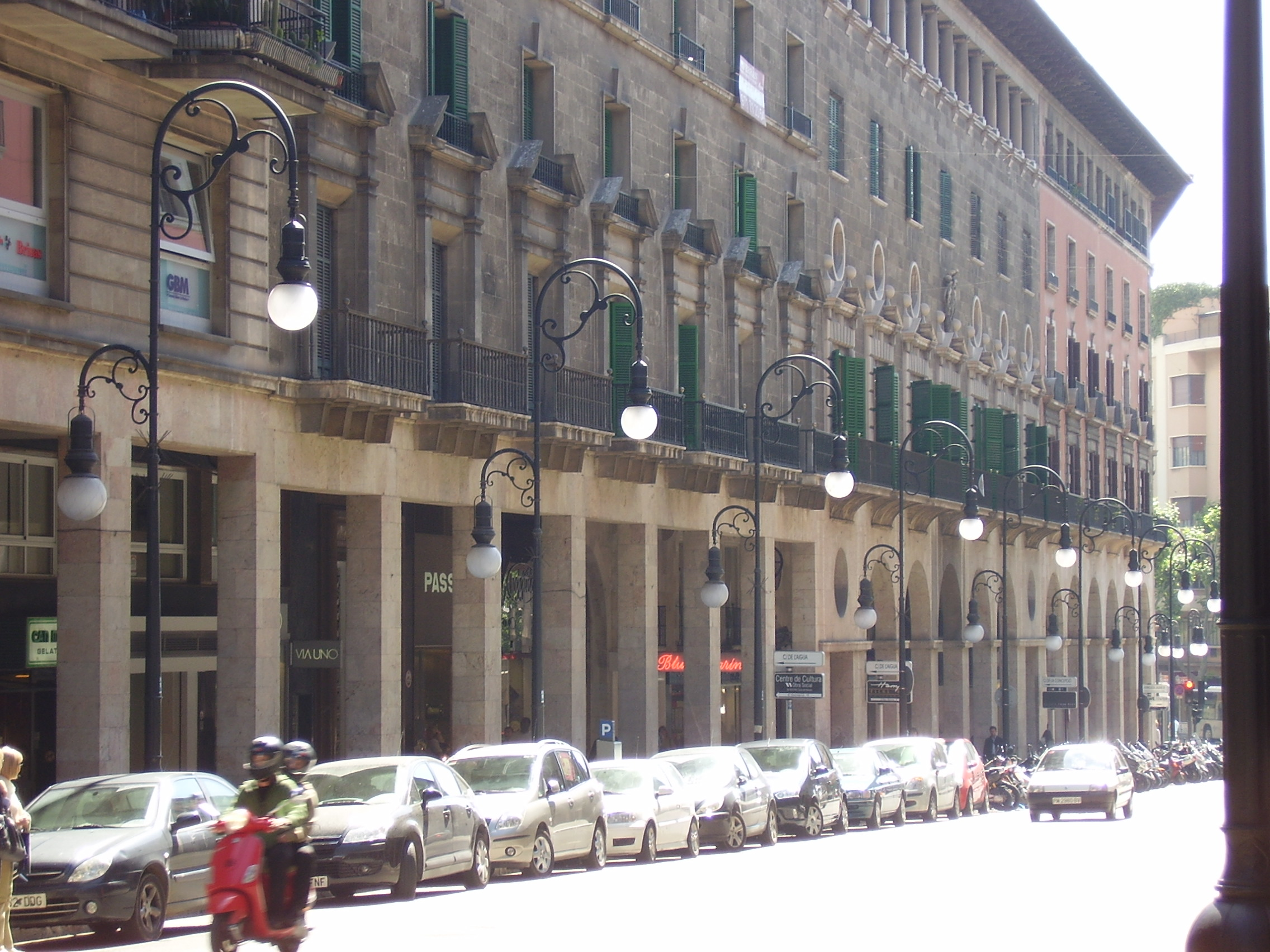
Avinguda de Jaume III

1. Construcció de l'Avinguda de Jaume III i urbanització de l'Hort d'en Moranta, preservant Sant Feliu. Realitzat.
2. Sanejament del Puig de Sant Pere. No realitzat.
3. Unió del port amb la Plaça d'Espanya prolongant en línia recta el passeig del Born fins a l'inici del carrer dels Oms. No realitzat.
4. Rampa circular i eixample del Carrer de Sant Miquel. No realitzat.
5. Completar la Plaça Major i escalinates a la Rambla. Realitzat.
6. Construcció d'un nou mercat municipal, el Mercat de l'Olivar. Realitzat.Plaça de l'Olivar

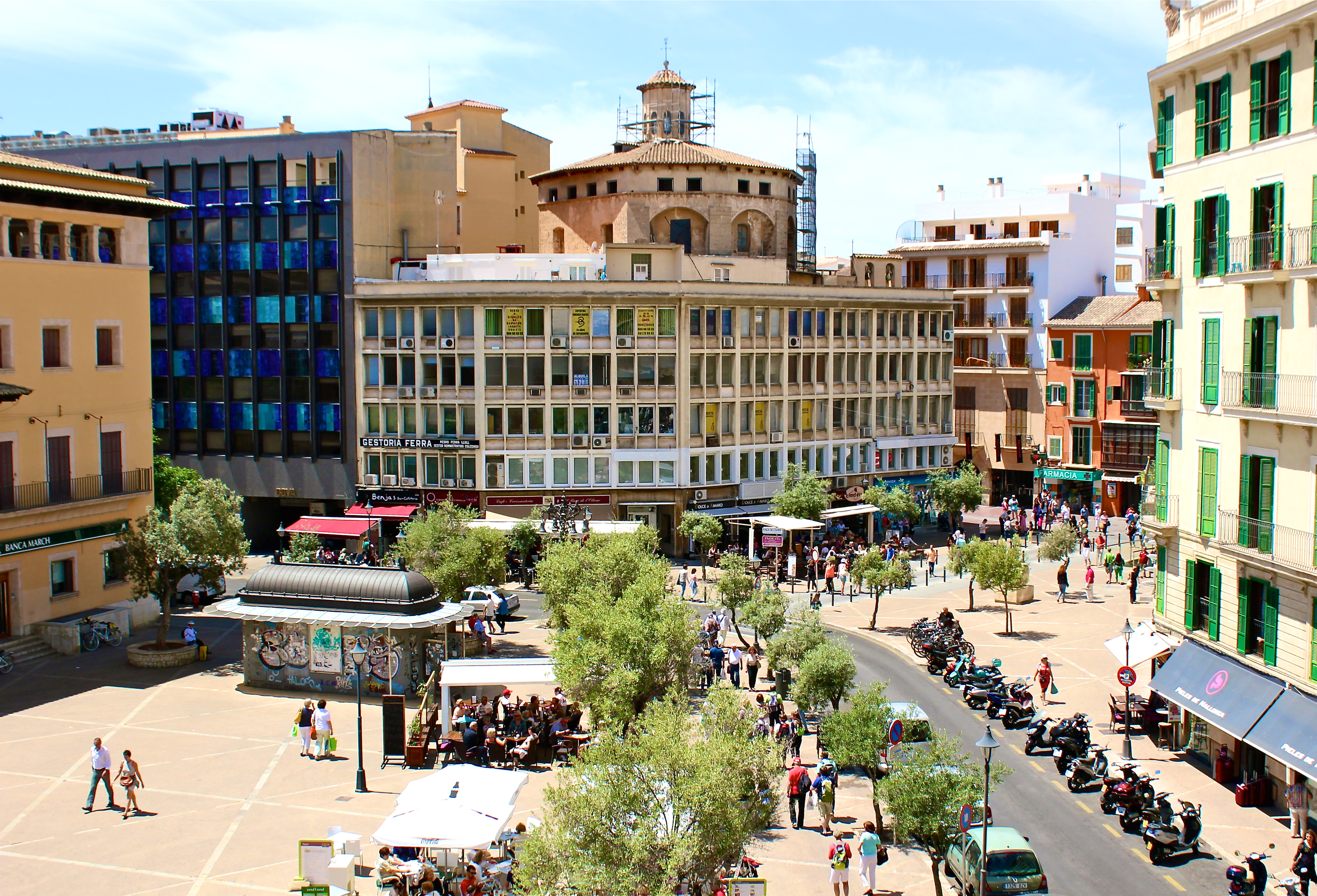
Plaça de l'Olivar

7. Via de penetració des de les carreteres de Manacor i d'Inca cap al centre de la ciutat. No realitzat.
8. Preservar la zona de Sant Francesc mitjançant la construcció d'una via cap a la carretera de Llucmajor i ampliar el Carrer del Socors. No realitzat.
9. Sanejament de la zona de La Calatrava. No realitzat.
10. Comunicar les carreteres de Manacor i Inca amb el port mitjançant els carrers Conqueridor i Jaume II. No realitzat.
11. Comunicació de Sant Nicolau amb Brondo mitjançant el Pas d'en Quint. Realitzat.
12. Comunicació de la plaça de Cort amb el Born, mitjançant la Gran Via (carrer Constitució). Mig realitzat.

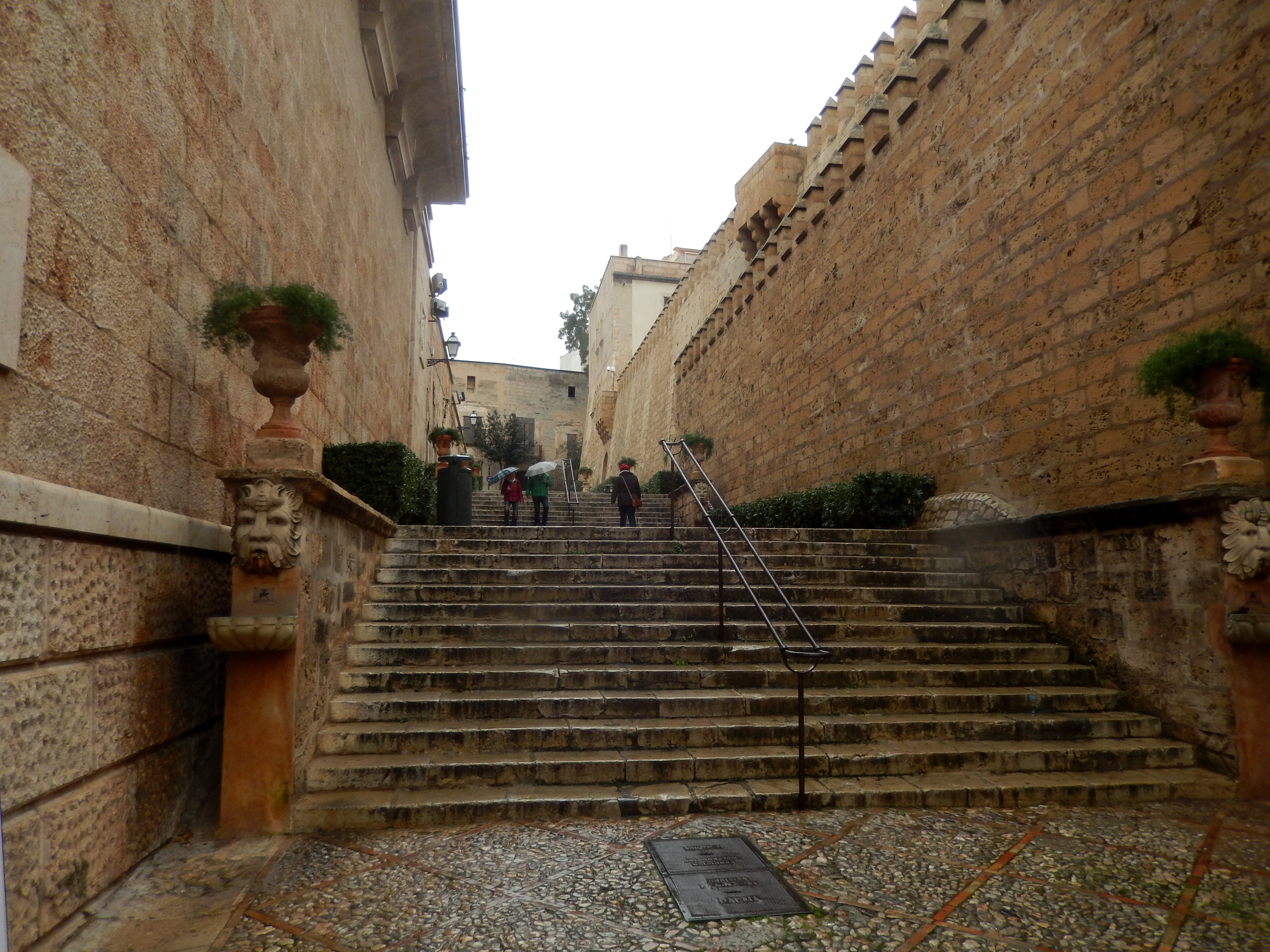
Escales que pugen des de l'Avinguda Antoni Maura fins a la Seu

En 1940, Palma era una ciutat de carrers estrets que mantenien el disseny musulmà, els quals no estaven preparats per acollir el trànsit rodat. Per aquesta raó el pla havia de comunicar la xarxa de carreteres radials (la de Sóller, la d'Inca, la de Manacor, la de Llucmajor, i la d'Andratx), amb el centre i alhora amb el port de Palma. Durant la realització del projecte, Alomar decidí que les vies comercials no havien de desaparèixer i que el trànsit havia de circular per vies secundàries. Establí com a centre la Plaça Major, en lloc de la plaça de Cort, la qual cosa permetria conservar intactes importants zones del nucli antic com la mateixa Plaça de Cort, seu de l'ajuntament, o els voltants de la Seu de Mallorca, entre altres zones. A la Plaça Major s'hi allotjava el mercat municipal i restava inacabada. El mercat fou traslladat a un nou mercat a la plaça de l'Olivar, on antany es trobava un convent i es finalitzà la plaça.

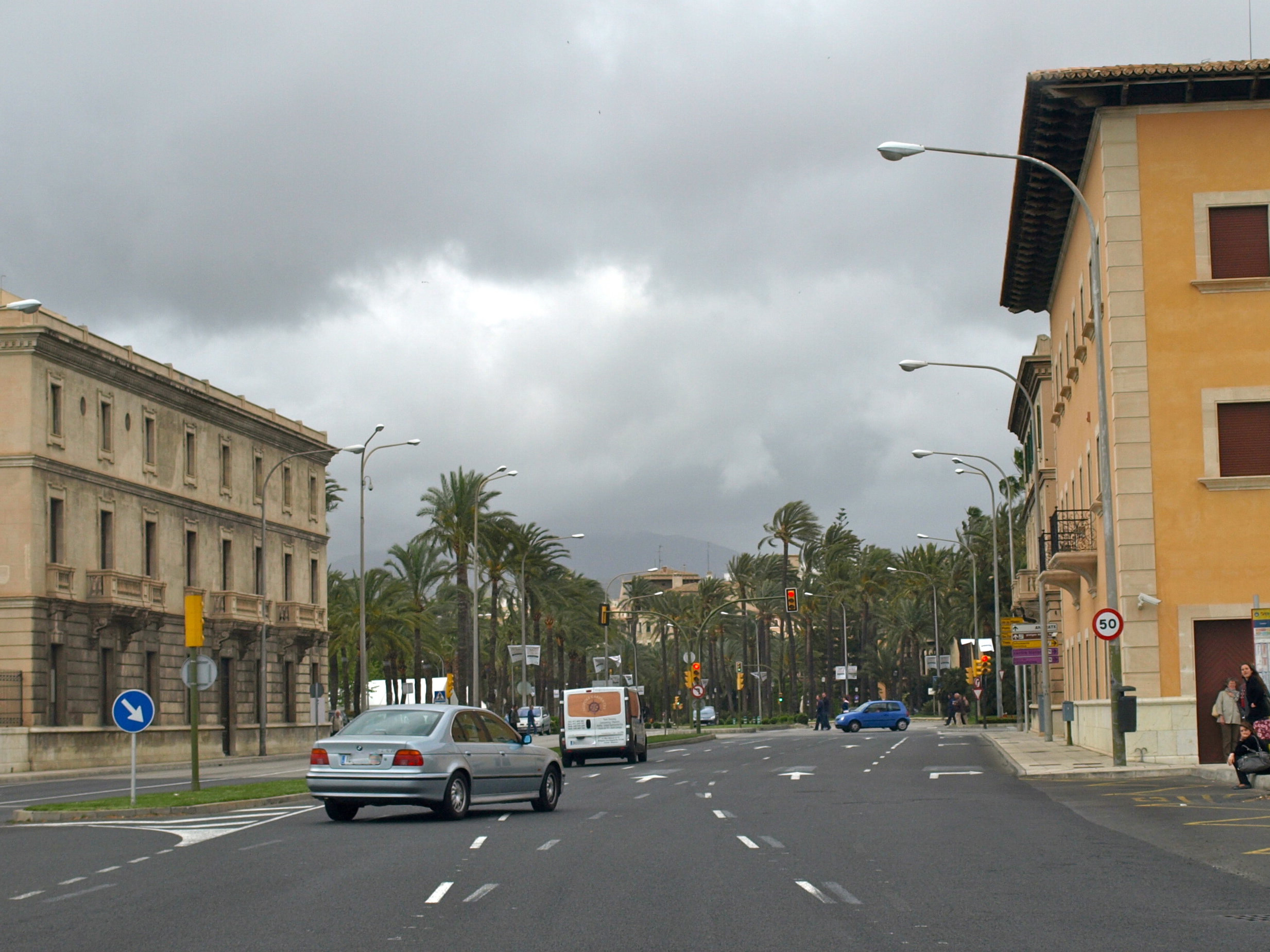
Avinguda Antoni Maura des del port

Des de les Avingudes, situades al lloc de les antigues murades de la ciutat, fins a la Plaça Major s'havien de traçar noves vies (Via Sindicat, el Carrer de Sant Miquel o el Carrer de Colom) que enllaçarien amb les carreteres radials. Però la Plaça Major era a la part alta de la ciutat, i compta amb un gran desnivell cap a la zona baixa de la Rambla. Per aquest motiu Alomar dissenyà unes escalinates que la uneixen amb la Rambla, i projectà una via circular que unís el carrer de Sant Miquel amb la Rambla. Per l'extrema complexitat de l'obra, aquesta via finalment no es va fer.
Un altre punt important del pla Alomar fou la construcció d'una via d'unió entre el raval de Santa Catalina i la urbanització de la zona coneguda com a Hort d'en Moranta. Per a això dissenyà una nova via, l'Avinguda de Jaume III des del final del Passeig del Born fins al torrent de la Riera. També dissenyà el Passeig Mallorca, via que transcorre al voltant del torrent, i la urbanització del que actualment és el barri de Bons Aires.
A més de millorar, en temes de salubritat i higiene, les zones del Puig de Sant Pere i La Calatrava, el projecte també incloïa la millora de les comunicacions entre la ciutat i el port. Entre aquestes millores destaca la construcció de l'Avinguda d'Antoni Maura, que s'estén des del port fins al Born, i el projecte de S'Hort del Rei. Per a la construcció d'aquests jardins era necessària la demolició del Teatre Líric, Alomar pensà a traslladar-lo a l'actual Carrer de la Constitució, anomenada llavors Gran Via. Volia convertir-la en una avinguda que unís Cort amb el Born, però com que era impossible fou comunicada amb al barri de Sant Nicolau.

## Eixample
El pla d'Alomar se centrava en la reforma interior del que actualment és el districte centre, encara que també preveia la urbanització de nous barris més enllà dels límits fixats en el Pla Calvet. Aquests es van situar en els districtes Llevant (Can Capes, Es Rafal Nou, Rafal Vell, Son Gotleu, Son Canals o Polígon de Llevant entre d'altres), Nord (Bons Aires, Son Oliva, Amanecer o Camp Redó entre d'altres) i Ponent (Son Cotoner, Son Dureta, Son Armadams o El Terreno entre d'altres).